# Scharnachthal (Adelsgeschlecht)

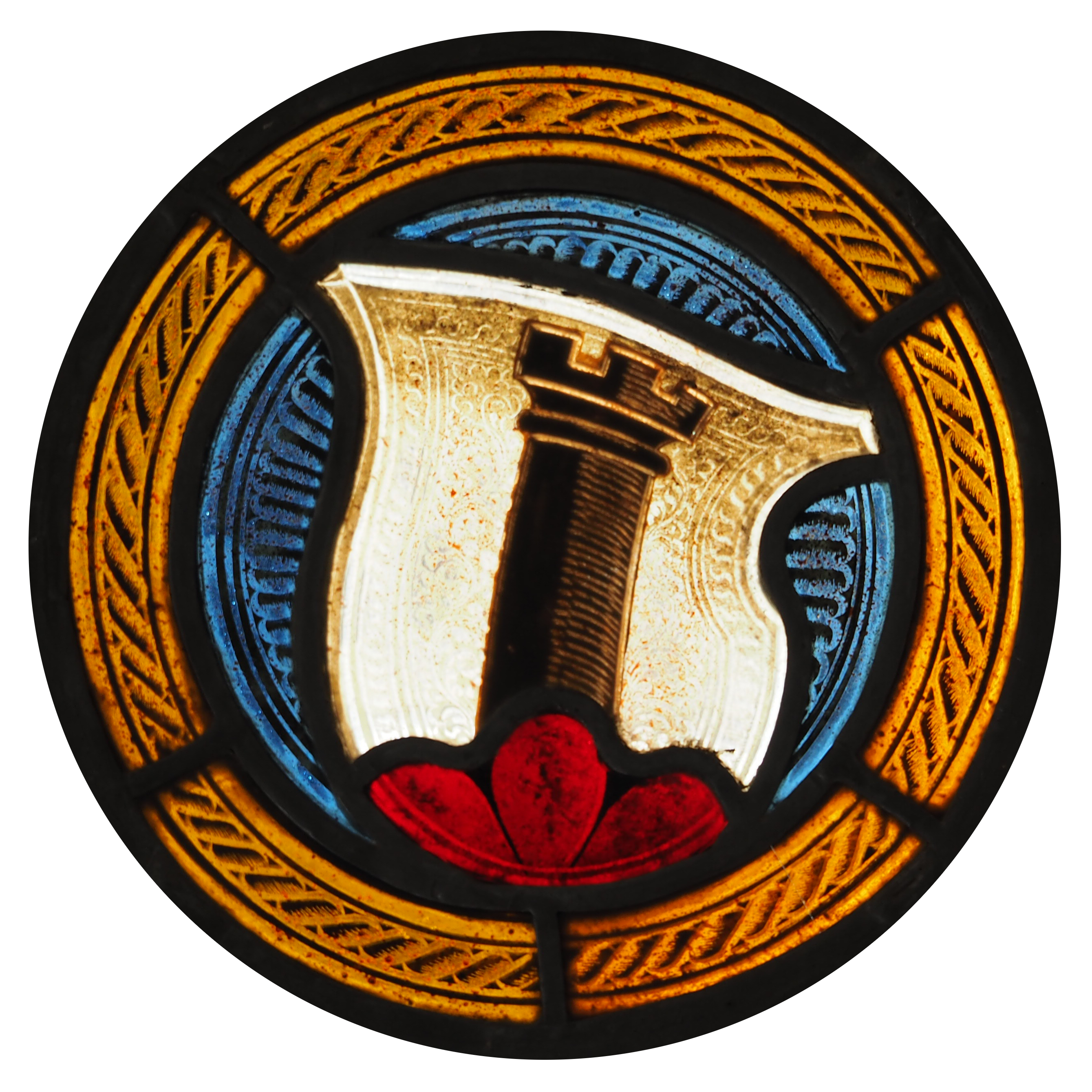
Rundscheibe Wappen von Scharnachthal (um 1500)

Von Scharnachthal war der Name eines alemannischen Adelsgeschlechts. Die Herren von Scharnachthal waren eine Ministerialenfamilie und standen im Dienst der Freiherren von Wädenswil. Der Familienname leitet sich vom Dorf Scharnachtal in der Gemeinde Reichenbach im Kandertal im Berner Oberland in der Schweiz ab.

## Geschichte
Ab dem 13. Jahrhundert werden einzelne Familienmitglieder urkundlich erwähnt. Die Besitzungen der Familie befanden sich mehrheitlich im Berner Oberland.
Ende des 15. Jahrhunderts starb der ältere Familienzweig mit dem Tod von Hans Wilhelm von Scharnachthal aus. Der jüngere Familienzweig unter Kaspar von Scharnachthal gehörte zur gleichen Zeit zu den reichsten Berner Familien.
Unter Hans Rudolf von Scharnachthal verschlechterte sich die finanzielle Lage der Familie. Hans Beat von Scharnachthal verkaufte oder verpfändete Teile des Familienbesitzes.
1590 starb die Familie mit dem Tod von Niklaus von Scharnachthal im Mannesstamm aus.

## Personen
- Burkard von Scharnachthal, 1300 Burgrecht von Bern
- Niklaus von Scharnachthal († 1413/14), 1395 Heirat mit Antonia von Seftigen, 1398 kauft Twingherrschaft Schloss Oberhofen.
- Heinzmann von Scharnachthal († 1470)
- Franz von Scharnachthal († 1439), 1423 bis 1426 Schultheiss von Thun, 1427 Kleinrat und Tagsatzungsgesandter
- Conrad von Scharnachthal († 1472), Reisender
- Wilhelm von Scharnachthal († 1466), Herr zu Unspunnen und Rued, 1455 bis 1457 Vogt zu Bipp, 1458 bis 1460 Vogt zu Bechburg, 1463 Vogt zu Aarburg.
- Hans Wilhelm von Scharnachthal, Herr zu Unspunnen und Rued, 1488 Schultheiss von Büren
- Kaspar von Scharnachthal (1416–1473), 1450 bis 1454 Schultheiss von Thun, 1455 eidgenössischer Vogt zu Baden
- Niklaus von Scharnachthal (1419–1489), 1446 Grosser Rat von Bern, 1451 Kleiner Rat von Bern, 1458 Schultheiss von Thun, 1463 bis 1472 Schultheiss von Bern
- Barbara von Scharnachthal († 1510), Erbin der Herrschaft Brandis, Ehefrau zweier bernischer Schultheissen
- Hans Rudolf von Scharnachthal († 1512), 1486 Grosser Rat, 1488 Kleiner Rat, 1507 bis 1512 alternierend Schultheiss von Bern, 1496 Ritterschlag.[1]
- Hans Beat von Scharnachthal († 1541)
- Niklaus von Scharnachthal († 1590), Ultimus.